# Pucón
Koordinaten: 39° 16′ 0″ S, 71° 58′ 0″ W
Pucón ist eine Stadt mit etwa 14.000 Einwohnern in der Región de la Araucanía im Süden Chiles.

## Geografie
Pucón liegt etwa 110 km südöstlich von Temuco am Südufer des 176 km² großen und bis zu 165 m tiefen Lago Villarrica. Der Lago Villarrica entwässert in den Río Toltén als Vorfluter. Südlich der Stadt liegt der 2840 m ü. NN hohe, aktive Vulkan Villarrica. Das Klima, mit regenreichen Wintern, gelegentlichen Schneefällen und gemäßigten Sommern, ist mit etwa 1/2-jähriger Verschiebung zu dem Deutschlands komplementär.

## Geschichte
1551 erreichte Pedro de Valdivia die Gegend um den Lago Villarrica, ohne dort Fuß fassen zu können. Ab 1597 begannen die Mapuche die spanischen Invasoren zurückzudrängen, die die Gegend 1602 komplett wieder aufgeben mussten. 
Erst knapp 300 Jahre später, am 27. Februar 1883, wurde der Krieg gegen die Mapuche beendet. Die ersten europäischen Siedler kamen etwa um 1899 in die Gegend von Pucón. Zwischen 1920 und 1930 begann man, Touristenhotels in Pucón zu errichten. 
Bei dem starken Erdbeben vom 22. Mai 1960 trat der Lago Villarrica über seine Ufer und zerstörte viele Häuser in Ufernähe.

## Wirtschaft
Der Tourismus ist, neben der Fischerei und der Forstwirtschaft, die Haupteinnahmequelle der Region Pucón. Insbesondere der Lago Villarrica und der Vulkan Villarrica ziehen Touristen an. Zusätzlich gibt es noch Thermalquellen und die östlich des Sees liegenden Nationalparks, den Nationalpark Villarrica und den Nationalpark Huerquehue.
Im Januar wird dort der Ironman 70.3 Pucón – ein Triathlon über die Halbdistanz (1,9 km Schwimmen, 90 km Radfahren und 21 km Laufen) ausgetragen.

Panorama der Altstadt von Pucón
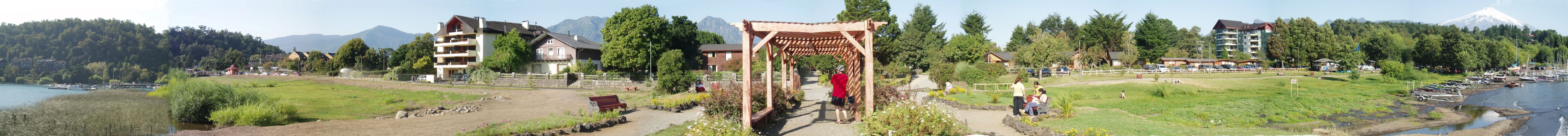
Pucón-Panorama mit Lago Villarrica und Vulkan Villarrica
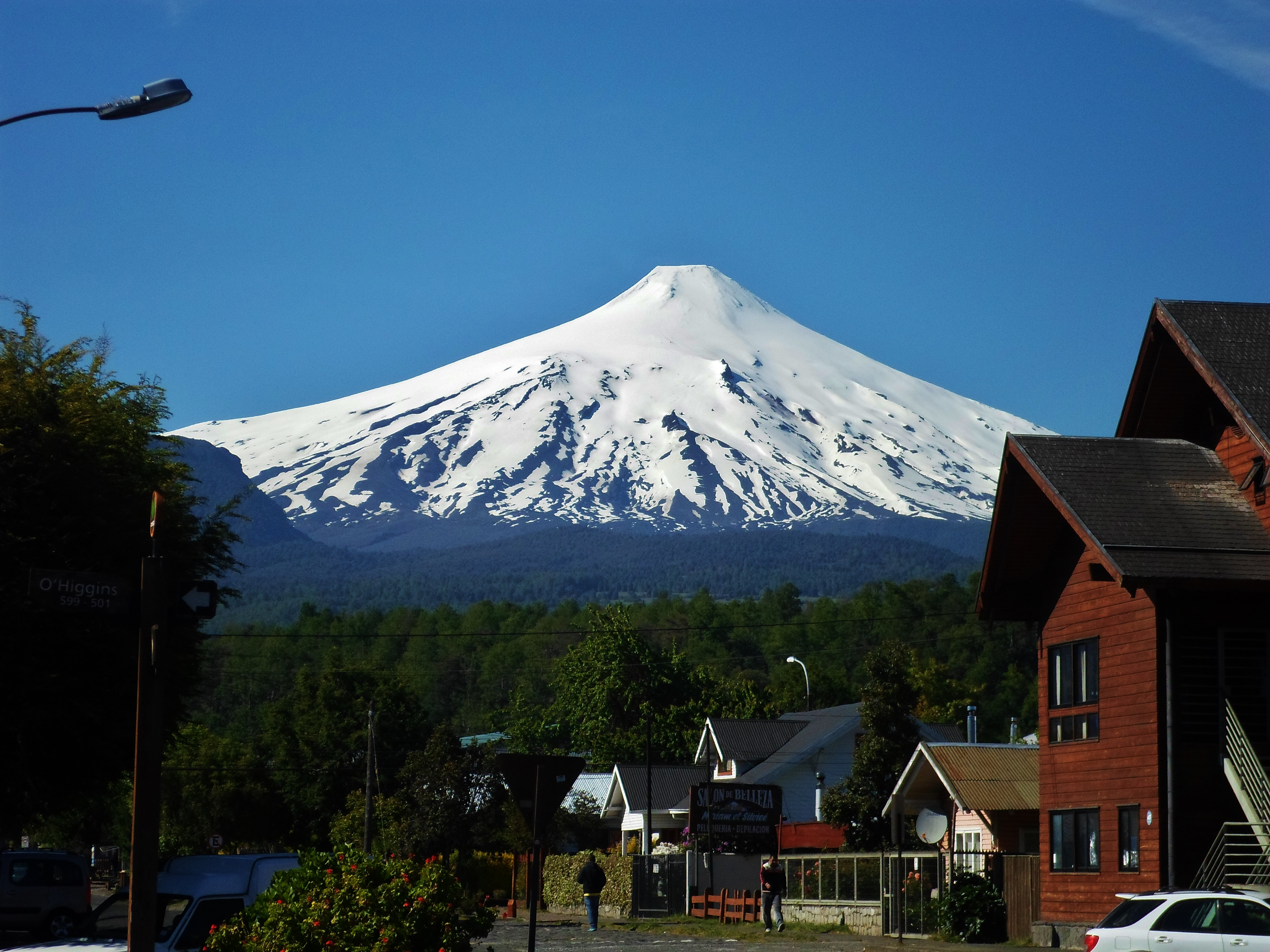
Vulkan Villarrica